# Giải quần vợt vô địch quốc gia Australasia 1908 - Đơn
Fred Alexander đánh bại Alfred Dunlop 3–6, 3–6, 6–0, 6–2, 6–3 trong trận chung kết để giành chức vô địch Đơn nam tại Giải quần vợt vô địch quốc gia Australasia 1908.

## Kết quả